# Happy Meal
Happy Meal és el nom que rep el menú infantil de McDonalds. Es caracteritza per incloure una petita joguina juntament amb el menjar, i serveix dins d'una petita capsa sobre la joguina. Mentre que a altres llocs el nom ha canviat, als Països Catalans manté la seva denominació original dels Estats Units.

## Descripció del menú
El menú d'un Happy Meal permet triar entre una hamburguesa, hamburguesa amb formatge o McNuggets de pollastre. Ve acompanyat d'unes patates fregides (grans o petites) i un refresc a triar. En alguns països, el menú pot incloure més opcions d'elecció o menús especials amb amanida o altres aliments, i es pot optar per triar begudes com llet o sucs en lloc el refresc habitual. La característica principal del menú és que inclou una petita joguina de regal, i per completar tota la col·lecció cal comprar diversos menús. Encara que normalment és oferir una joguina nova cada setmana dins d'un mateix tema, en diversos establiments es permet triar entre diversos fins final d'existències. Moltes vegades, el tema de la joguina és la promoció d'una pel·lícula que s'estrena, sèrie, o referit a la seva casa. La primera vegada que es va fer va ser al desembre de 1979, amb el llançament de Star Trek: La pel·lícula des de l'actualitat segueixen fent promocions.

## Història
Encara que el Happy Meal es va llançar a la venda el 1979, algunes franquícies internacionals de McDonald's havien pres mesures per atraure els clients més joves. Yolanda Fernández de Cofiño, propietària d'un restaurant a Guatemala, es va adonar que els nens no consumien els seus productes perquè les porcions eren massa grans per a ells i el concepte va ser finalment posat en coneixement de la direcció de McDonald's a Chicago, que va donar el desenvolupament del producte a Bob Bernstein, que va introduir en 1977 un menú infantil una caixa personalitzada, amb aliments més reduïts i una joguina de regal, per atraure les famílies i guanyar més quota de mercat. Dick Brams, un publicista de Stolz Advertising de Saint Louis (Missouri), va desenvolupar el menú perquè s'adaptés a totes les franquícies internacionals. El 1977, el menú es va posar a la venda a Kansas City al preu d'un dòlar, i en 1979 es va estendre a tot Estats Units. El primer Happy Meal incloïa hamburguesa, beguda, patates i galetes petites, i ha més permetia triar un regal entre els següents: uns llapis, un llibre de passatemps, esborranys amb els personatges de McDonalds i una cartera.